# Madonna col Bambino (Morando)
Madonna col Bambino è un dipinto del pittore veronese Paolo Morando (noto anche come il Cavazzola), realizzato con la tecnica della pittura a olio su tela, conservato nel Museo di Castelvecchio a Verona.
Nulla sappiamo dell'origine della tela prima di entrare a far parte della collezione di Cesare Bernasconi e da lì alle collezioni civiche cittadine. Si tratta di un'opera giovanile del Morando ma già mette in mostra i caratteri propri dell'artista veronese che ben presto riuscì ad emanciparsi dai modi del maestro Francesco Morone. Nella firma dell'autore è aggiunto anche il nome del padre, Taddeo Morando da cui probabilmente Paolo eredita il soprannome "cavazzola" in quanto "penzarolo", ossia rivenditore di panni.
Purtroppo l'opera si trova in un cattivo stato di conservazione, soprattutto nella testa della Madonna come già notava il pittore Carlo Ferrari al momento dell'ingresso del quadro nei musei civici. Sembra che sia stato anche oggetto di «ripetuti pessimi restauri», come annotato nel 1907 dall'assistente del direttore del museo Giuseppe Gerola.